# تروتا الساليرنوية
تروتا الساليرنوية (تُهجئ أيضًا تروكتا) أول طبيبة نسائية في العالم. كانت ممارسة طبية وكاتبة في بلدة ساليرنو الساحلية بجنوب إيطاليا والتي عاشت في أوائل أو منتصف العقود من القرن الثاني عشر. انتشرت شهرتها حتى فرنسا وإنجلترا في القرنين الثاني عشر والثالث عشر. جمع نص لاتيني بعض علاجاتها (وسرد العلاج الذي قدمته) في مجموعة من الأطروحات حول طب النساء والتي أصبحت تُعرف باسم تروتولا، "الكتاب الصغير [يسمى]" تروتولا". تدريجيًا، أصبح القراء غير مدركين أن هذا عمل لثلاثة مؤلفين مختلفين. كما أنهم كانوا غير واعين لاسم الكاتب التاريخي الذي كان "تروتا" وليس "تروتولا". وقد أسيء فهم هذا الأخير منذ ذلك الحين باعتباره مؤلف الخلاصة الوافية بأكملها. ساهمت هذه المفاهيم الخاطئة حول مؤلفة تروتولا في محو أو تعديل اسمها أو جنسها أو مستوى تعليمها أو معرفتها الطبية أو الفترة الزمنية التي كتبت فيها النصوص ؛ غالبًا ما نتج هذا الاتجاه عن تحيزات العلماء اللاحقين. نُسي عمل تروتا الأصيل (بما في ذلك مجموعة من علاجاتها، والمعروفة باسم الطب العملي وفقًا لتروتا) حتى اكتشف في أواخر القرن العشرين.

## أنظر أيضا
- تروتولا
- المرأة في العلوم
- المرأة في الطب

## روابط خارجية
- مونيكا إتش جرين (13 أغسطس 2015) "الحديث عن تروتولا" مكتبة ويلكوم